# Haldimand—Norfolk—Brant
Pour les articles homonymes, voir Haldimand, Norfolk et Brant.
Ne doit pas être confondu avec la circonscription provinciale de Haldimand—Norfolk—Brant
Haldimand—Norfolk—Brant fut une circonscription électorale fédérale de l'Ontario, représentée de 1997 à 2004.
La circonscription d'Haldimand—Norfolk—Brant a été créée en 1996 avec des parties d'Elgin—Norfolk et d'Haldimand—Norfolk. Abolie en 2003, elle fut redistribuée parmi Brant, Haldimand—Norfolk et Oxford.

## Géographie
En 1996, la circonscription d'Haldimand—Norfolk—Brant comprenait:
- La municipalité régionale d'Haldimand—Norfolk, excluant la ville de Dunnville
- Les cantons de Burford, Oakland et Onondaga dans le comté de Brant
- Les réserves amérindiennes de Six Nations et de New credit

## Députés
1. 1997-2004 — Bob Speller, PLC

- PLC = Parti libéral du Canada